# Meridià 149 a l'oest
El meridià 149 a l'oest de Greenwich és una línia de longitud que s'estén des del pol Nord travessant l'oceà Àrtic, Amèrica del Nord, l'oceà Pacífic, Oceania, l'oceà Antàrtic, i l'Antàrtida fins al pol Sud.
El meridià 149 a l'oest forma un cercle màxim amb el meridià 31 a l'est. Com tots els altres meridians, la seva longitud correspon a una semicircumferència terrestre, uns 20.003,932 km. Al nivell de l'Equador, és a una distància del meridià de Greenwich de 16.587 km.

## De Pol a Pol
Començant en el pol Nord i dirigint-se cap al pol Sud, aquest meridià travessa:
| Coordenades                               | País, territori o mar | Notes                                                                                               |
| ----------------------------------------- | --------------------- | --------------------------------------------------------------------------------------------------- |
| 90° 0′ N, 149° 0′ O / 90.000°N,149.000°O  | Oceà Àrtic            | |
| 72° 29′ N, 149° 0′ O / 72.483°N,149.000°O | Mar de Beaufort       | |
| 70° 26′ N, 149° 0′ O / 70.433°N,149.000°O | Estats Units          | Alaska                                                                                              |
| 59° 57′ N, 149° 0′ O / 59.950°N,149.000°O | Oceà Pacífic          | Passa a l'est de l'illa de Tahiti, Polinèsia Francesa (a 17° 48′ S, 149° 7′ O / 17.800°S,149.117°O) |
| 60° 0′ S, 149° 0′ O / 60.000°S,149.000°O  | Oceà Antàrtic         | |
| 76° 19′ S, 149° 0′ O / 76.317°S,149.000°O | Antàrtida             | Territori no reclamat                                                                               |